# Taça da Liga 2014-2015
La Taça da Liga 2014–2015 è l'8ª edizione del torneo. La competizione è iniziata il 26 luglio 2014 e si è conclusa il 29 maggio 2015. Il Benfica si è aggiudicato per la sesta volta tale trofeo.

## Turno preliminare

### Gruppo A
| Squadra       | P.ti | G | V | P | S | RF | RS | DR |
| ------------- | ---- | - | - | - | - | -- | -- | -- |
| Chaves        | 7    | 3 | 2 | 1 | 0 | 5  | 2  | +3 |
| União Madeira | 6    | 3 | 2 | 0 | 1 | 4  | 1  | +3 |
| Oliveirense   | 4    | 3 | 1 | 1 | 1 | 5  | 5  | 0  |
| Farense       | 0    | 3 | 0 | 0 | 3 | 0  | 6  | -6 |

### Gruppo B
| Squadra            | P.ti | G | V | P | S | RF | RS | DR |
| ------------------ | ---- | - | - | - | - | -- | -- | -- |
| Covilhã            | 7    | 3 | 1 | 0 | 1 | 3  | 0  | +3 |
| Académico de Viseu | 4    | 3 | 1 | 1 | 1 | 4  | 2  | +2 |
| Freamunde          | 4    | 3 | 1 | 1 | 1 | 1  | 2  | -1 |
| Portimonense       | 1    | 3 | 1 | 2 | 1 | 1  | 5  | -4 |

### Gruppo C
| Squadra          | P.ti | G | V | P | S | RF | RS | DR |
| ---------------- | ---- | - | - | - | - | -- | -- | -- |
| Oriental Lisbona | 9    | 4 | 3 | 0 | 1 | 10 | 7  | +3 |
| Tondela          | 7    | 4 | 2 | 1 | 1 | 7  | 5  | +2 |
| Santa Clara      | 6    | 4 | 2 | 1 | 2 | 5  | 8  | -3 |
| Leixões          | 4    | 4 | 1 | 0 | 2 | 4  | 3  | +1 |
| Olhanense        | 2    | 4 | 0 | 2 | 2 | 3  | 6  | -3 |

### Gruppo D
| Squadra     | P.ti | G | V | P | S | RF | RS | DR |
| ----------- | ---- | - | - | - | - | -- | -- | -- |
| Trofense    | 7    | 4 | 4 | 0 | 0 | 5  | 1  | +4 |
| Atlético CP | 7    | 4 | 2 | 1 | 1 | 6  | 2  | +4 |
| Desp. Aves  | 6    | 4 | 1 | 2 | 1 | 2  | 2  | 0  |
| Feirense    | 4    | 4 | 0 | 2 | 2 | 3  | 7  | -4 |
| Beira-Mar   | 4    | 4 | 0 | 1 | 3 | 2  | 6  | -4 |

## Secondo turno
| Squadra 1          | Totale          | Squadra 2      | Andata | Ritorno |
| ------------------ | --------------- | -------------- | ------ | ------- |
| União Madeira      | 6 – 4           | Paços Ferreira | 4 – 2  | 2 – 2   |
| Trofense           | 3 – 3 (4-5 dcr) | Moreirense     | 1 – 2  | 2 – 1   |
| Atlético CP        | 1 – 3           | Gil Vicente    | 0 – 2  | 1 – 1   |
| Tondela            | 1 – 2           | Arouca         | 1 – 1  | 0 – 1   |
| Oriental Lisbona   | 3 – 2           | Boavista       | 0 – 0  | 0 – 5   |
| Covilhã            | 3 – 2           | Penafiel       | 3 – 1  | 0 – 1   |
| Chaves             | 1 – 1 (2-4 dcr) | Rio Ave        | 1 – 1  | 0 – 0   |
| Académico de Viseu | 3 – 3 (1-4 dcr) | Belenenses     | 3 – 1  | 0 – 2   |